# Skwer Ormiański w Warszawie
Skwer Ormiański w Warszawie – niewielki park (zielony teren rekreacyjny) w Warszawie przy ul. Powsińskiej, między ulicą Okrężną a oddzielonym od niego Fosą Legionów Dąbrowskiego Fortem IX Twierdzy Warszawa, w którym obecnie mieści się Muzeum Polskiej Techniki Wojskowej.

## Nazwa
Nazwę Skweru Ormiańskiego, na wniosek Ambasadora Republiki Armenii, nadano temu bezimiennemu dotychczas zieleńcowi uchwałą Rady m.st. Warszawy z dnia 13 czerwca 2013 roku. W uzasadnieniu uchwały nr 3861/2013 Zarządu Dzielnicy Mokotów Miasta Stołecznego Warszawy z dnia 20 maja 2013 roku w sprawie skierowania pod obrady Rady Dzielnicy Mokotów m.st. Warszawy projektu stanowiska Rady Dzielnicy Mokotów m.st. Warszawy w sprawie wyrażenia opinii na temat propozycji nadania nazwy „Skwer Ormiański” zieleńcowi w Dzielnicy Mokotów zlokalizowanemu w rejonie ulic Okrężnej i Powsińskiej napisano:

Zarząd Dzielnicy Mokotów m.st. Warszawy otrzymał od Zastępcy Dyrektora Biura Kultury Urzędu m.st. Warszawy pismo wystosowane do Biura przez ambasadora Republiki Armenii. Zawierało ono wniosek o nadanie nazwy „Skwer Ormiański” zieleńcowi usytuowanemu przy ulicach Powsińskiej i Okrężnej. Zarząd uznaje zawarte w piśmie argumenty dotyczące wkładu Ormian w polską kulturę, naukę i politykę zarówno w dawnych wiekach, jak i obecnie. Liczne więzi łączą Ormian z Warszawą – znajduje się tu wiele skarbów kultury narodowej Ormian zamieszkujących Polskę, tu działają organizacje kultywujące tradycje polskich Ormian. W Warszawie mieszka również wielu Ormian, którzy przyjechali do Polski na przełomie XX i XXI wieków. W związku z tym – dla zaznaczenia wagi tych więzi – Zarząd Dzielnicy Mokotów m.st. Warszawy uznał za celowe przekazanie do Rady Dzielnicy Mokotów m.st. Warszawy wniosku o pozytywne zaopiniowanie propozycji nadania nazwy „Skwer Ormiański” zieleńcowi zlokalizowanemu w rejonie ulic Powsińskiej i Okrężnej.

W uroczystości nadania imienia uczestniczył prezydent Republiki Armenii Serż Sarkisjan, prezydent Warszawy Hanna Gronkiewicz-Waltz, przedstawiciele polskich władz oraz kościołów katolickiego i ormiańskiego.

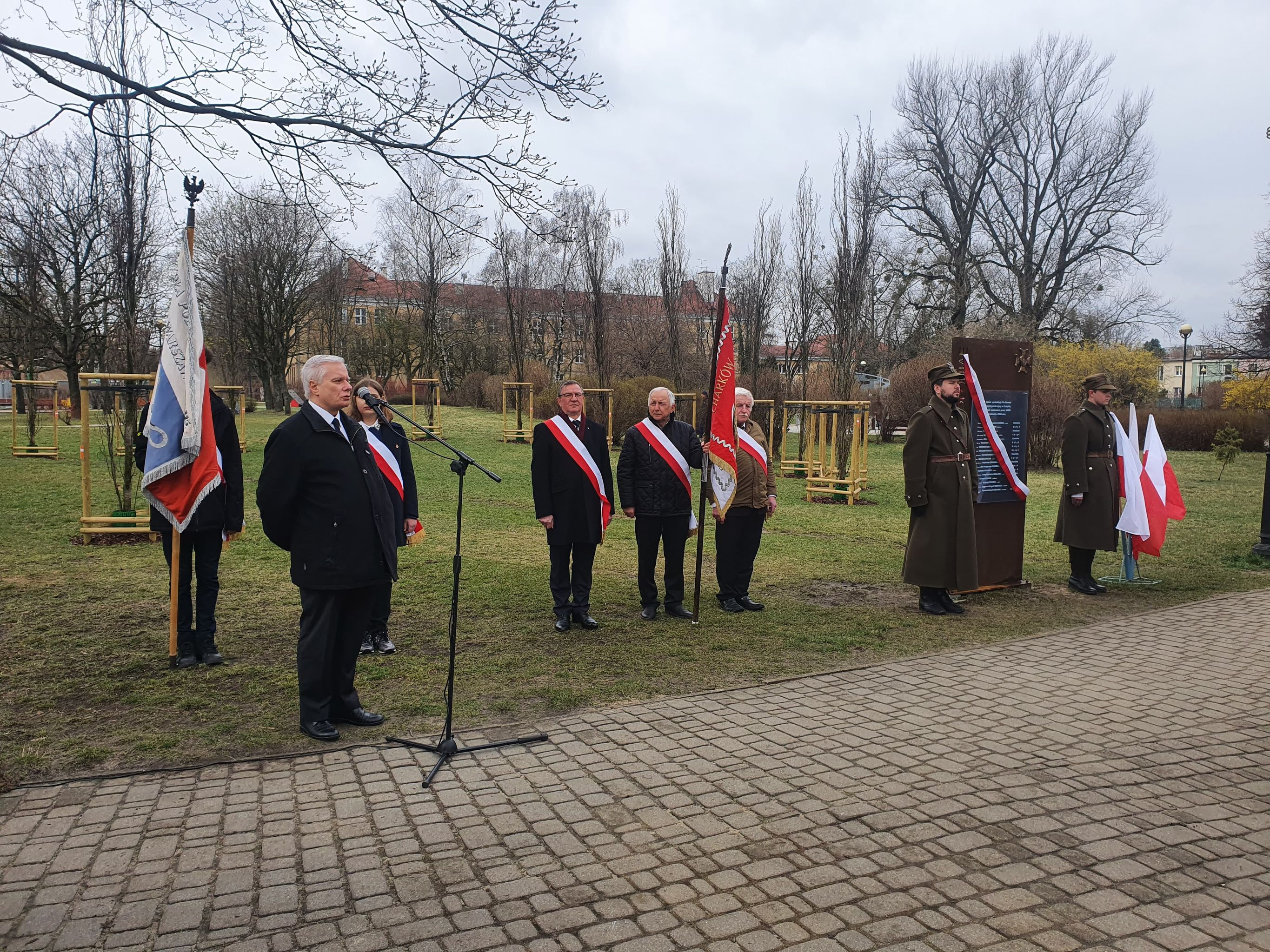
Uroczystość odsłonięcia tablicy poświęconej pamięci 18 oficerów Wojska Polskiego, którzy zginęli w Katyniu i Charkowie, a byli związani z warszawską Sadybą. 9 kwietnia 2022 roku. Przemawia Tomasz Chlebowski, wnuk Tomasza Piskorskiego

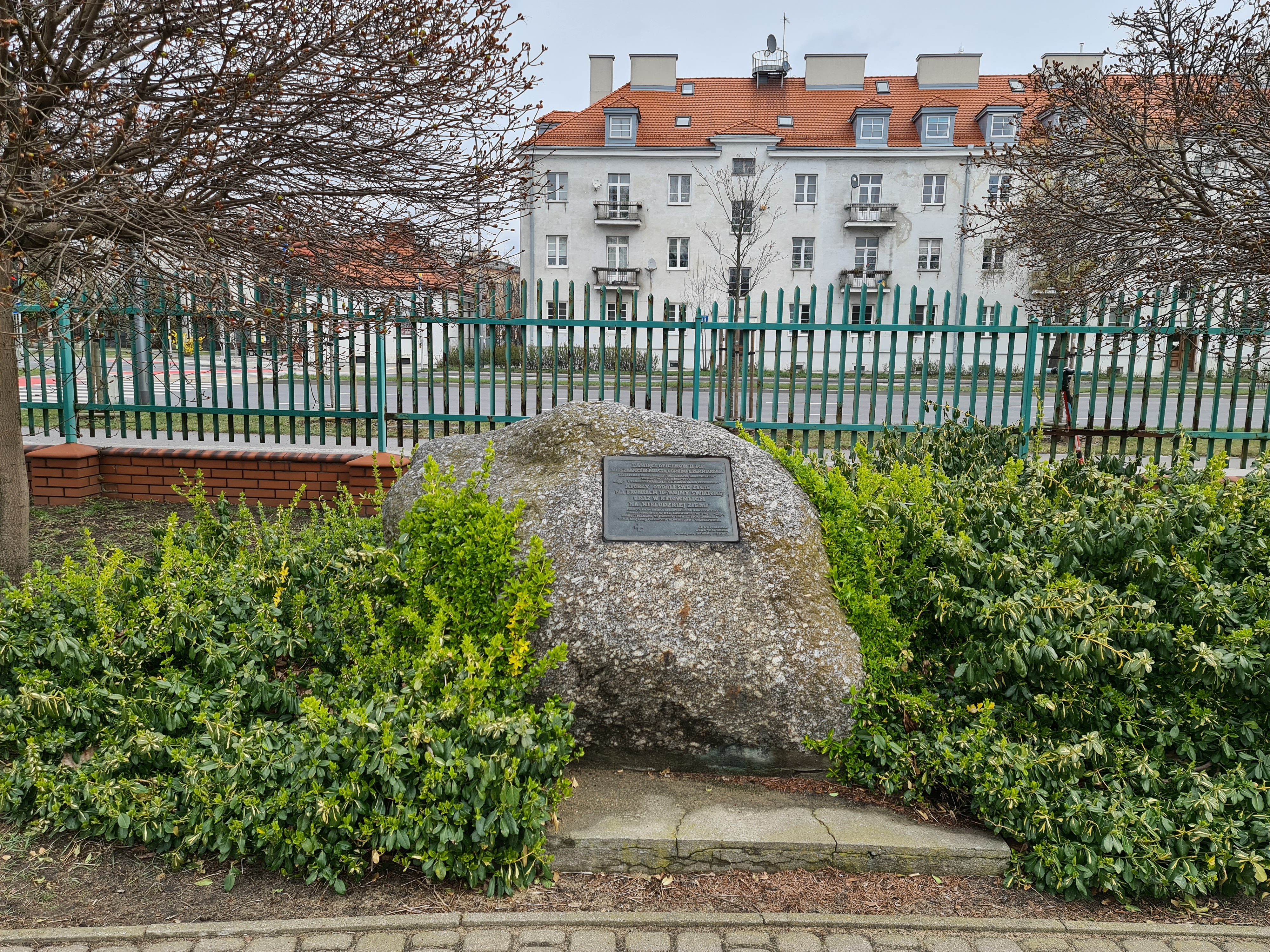
Kamień z tablicą poświęconą pamięci oficerów II Rzeczypospolitej, mieszkańców „Miasta Ogrodu Czerniaków” poległych na frontach II wojny światowej oraz w katowniach na „nieludzkiej ziemi”

## Ważniejsze obiekty
Główne wejście do parku jest od strony skrzyżowania ul. Powsińskiej z ul. Okrężną. Na wprost tego wejścia stoi duży, kamienny, ormiański krzyż w formie chaczkaru, podarowany Warszawie przez Republikę Armenii. W dniu nadania parkowi nazwy poświęcenia chaczkaru dokonał biskup Tadeusz Pikus oraz ksiądz Apostolskiego Kościoła Ormiańskiego ojciec Taczad.
W południowo-wschodnim narożniku parku zasadzono 18 Dębów Pamięci poświęconych 18 oficerom Wojska Polskiego, którzy zginęli w Katyniu i Charkowie, a byli związani z warszawską Sadybą. 9 kwietnia 2022 roku odsłonięto w tym miejscu tablicę pamiątkową poświęconą tym oficerom. Są to:

- płk art. w st. sp. Feliks Kamiński
- płk w st. sp. August Biskupski
- płk piech. Wilhelm Hörl
- ppłk w st. sp. Hipolit Gawdziński
- mjr rez. Paweł Kociubski
- kpt. dypl. art. Jerzy Bereśniewicz
- kpt. Stanisław Czeremski
- kpt. Romuald Drozdowski
- kpt. adm. (piech.) Szymon Gorczyński
- kpt. Edward Łopatto
- kpt. uzbr. rez. Kazimierz Zienkiewicz
- por. Roman Gessner
- por. Czesław Sochocki
- ppor. Jerzy Bugajski
- ppor. Andrzej Chudoba
- ppor. Jan Filipiński
- ppor. Tomasz Piskorski
- ppor. Zygmunt Sochacki

W pobliżu ulicy Powsińskiej leży duży kamień z tablicą poświęconą pamięci oficerów II Rzeczypospolitej, mieszkańców „Miasta Ogrodu Czerniaków” poległych na frontach II wojny światowej oraz w katowniach na „nieludzkiej ziemi”, znajdujący się w miejscu dawnego drewnianego budynku mieszczącego działającą w latach 1933–1940 szkołą powszechna Spółdzielni „Zespół Nauczycielski”. Budynek szkolny w czasie Powstania Warszawskiego pełnił funkcję szpitala polowego, a następnie został zniszczony w czasie trwania walk.
23 lipca 2023 roku oddano do użytku wzniesiony w ramach budżetu obywatelskiego w latach 2021–2023 pawilon parkowy mieszczący Międzypokoleniowe Miejsce Spotkań, który znajduje się w południowej części parku, w pobliżu fosy fortu. 
Obiekty rekreacyjne i sportowe:
- kameralny plac zabaw z domkiem, huśtawkami, zjeżdżalnią i małym pająkiem do wspinania
- boisko do piłki nożnej z bramkami
- stoły do tenisa stołowego
- ścieżki, na których można jeździć na rolkach[12]

Ponadto znajduje się tu wybieg dla psów. Cały teren jest ogrodzony wysokim płotem.